# Ramah (Novo México)
Ramah é uma Região censo-designada localizada no estado americano de Novo México, no Condado de McKinley.

## Demografia
Segundo o censo americano de 2000, a sua população era de 407 habitantes.

## Geografia
De acordo com o United States Census Bureau tem uma área de 9,9 km², dos quais 9,9 km² cobertos por terra e 0,0 km² cobertos por águ]. Ramah localiza-se a aproximadamente 2111 m acima do nível do mar.

## Localidades na vizinhança
O diagrama seguinte representa as localidades num raio de 40 km ao redor de Ramah.